# Голос люкс
«Вокс люкс» (англ. Vox Lux) — фильм 2018 года режиссёра и сценариста Брэди Корбета. Премьера состоялась 4 сентября 2018 года на 75-м Венецианском кинофестивале. В России фильм вышел в прокат 7 марта 2019 года.

## Сюжет
В 1999 году сёстры Селеста и Элеонора переживают трагедию, когда в их школе один из учеников устраивает массовое убийство. Сёстры пишут песню об их переживаниях, что делает их знаменитыми. Селеста становится певицей под руководством старшей сестры Элеоноры. В 2017 году Селеста, теперь уже мать школьницы Альбертины, испытывает проблемы с карьерой из-за скандалов.

## В ролях
- Натали Портман — Селеста
- Рэффи Кэссиди — Селеста в молодости и Альбертина
- Джуд Лоу — менеджер
- Стэйси Мартин — Элеонора
- Дженнифер Эль — Джоси
- Кристофер Эбботт — журналист
- Уиллем Дефо — рассказчик
- Мария Диззия — мисс Дуайер
- Мэтт Сервитто — отец Селесты
- Мэг Гибсон — мать Селесты

## Критика
Фильм получил положительные оценки кинокритиков. На сайте Rotten Tomatoes фильм имеет рейтинг 62 % на основе 253 рецензий критиков со средней оценкой 6,5 из 10. На сайте Metacritic фильм получил оценку 72 из 100 на основе 28 рецензий, что соответствует статусу «в основном положительные отзывы».